# Dutty Dior
Kristoffer Castin Åman (* November 1996 in Oslo als Kristoffer Eriemo; † 6. April 2024) war ein norwegischer Rapper und Sänger. Er trat unter dem Künstlernamen Dutty Dior auf.

## Leben
Åman kam als Sohn einer Norwegerin und eines Nigerianers in Oslo zur Welt. Gemeinsam mit seiner Mutter und seiner älteren Schwester lebte er zunächst im Osloer Stadtteil Søndre Nordstrand. Als er 12 Jahre alt war, zog er mit seiner Familie nach Jessheim. Dort begann er schließlich, eigene Musik zu machen. Erste Bekanntheit erlangte er im Jahr 2018 mit der Single Plis. Im selben Jahr hatte er einen Gastbeitrag in Unge Ferraris Album Midt mellom magisk og manisk. Gemeinsam mit Isah veröffentlichte er im März 2019 das Lied Hallo, das sich insgesamt 38 Wochen in den norwegischen Charts hielt und zu einem der größten norwegischen Hits des Jahres avancierte. Bei der Musikpreisverleihung P3 Gull wurde es als „Lied des Jahres“ ausgezeichnet und beim Spellemannprisen 2019 als „Lied des Jahres“ nominiert. Sein Debütalbum BHD, mit dem er sich ebenfalls in den Charts platzieren konnte, gab er im Oktober 2019 heraus. Beim Spellemannprisen 2019 wurde er zudem in der Newcomer-Kategorie sowie für sein Mixtape Para / Normal in der Urban-Kategorie nominiert.
Beim Spellemannprisen 2020 erhielt er für seine Musik des Jahres 2020 eine Nominierung in der Hip-Hop-Kategorie. Im darauffolgenden Jahr gab Åman die EP Begge to heraus. Das Album Det er mindre ensomt alene veröffentlichte er im Mai 2022. Im Jahr 2023 zog er gemeinsam mit der Band Beathoven und dem Lied Sipper erneut in die norwegischen Charts ein.
Åman starb am 6. April 2024 im Alter von 27 Jahren. Nach seinem Tod stiegen seine beiden Alben BHD und Det er mindre ensomt alene erneut in die norwegischen Charts ein.

## Auszeichnungen
Spellemannprisen
- 2019: Nominierung in der Kategorie „Lied des Jahres“ (mit Isah, für Hallo)
- 2019: Nominierung in der Kategorie „Durchbruch des Jahres“
- 2019: Nominierung in der Kategorie „Urban“ (für Para / Normal)
- 2020: Nominierung in der Kategorie „Hip Hop“

P3 Gull
- 2019: „Lied des Jahres“ (für Hallo mit Isah)[9]

Musikkforleggerprisen
- 2023: Nominierung in der Kategorie „Urheber des Jahres“[10]

## Diskografie

### Alben
| Jahr | Titel                      | Höchstplatzierung, Gesamtwochen, AuszeichnungChartsChartplatzierungen (Jahr, Titel, Platzierungen, Wochen, Auszeichnungen, Anmerkungen) | Anmerkungen                            |
| Jahr | Titel                      | NO | Anmerkungen                            |
| ---- | -------------------------- | --- | -------------------------------------- |
| 2019 | BHD                        | NO6 (5 Wo.)NO | Erstveröffentlichung: 31. Oktober 2019 |
| 2022 | Det er mindre ensomt alene | NO6 (5 Wo.)NO | Erstveröffentlichung: 19. Mai 2022     |

Weitere Alben
- 2022: Kasko (mit Isah und Bianca)

### EPs
- 2021: Begge to

### Singles
| Jahr | Titel Album     | Höchstplatzierung, Gesamtwochen, AuszeichnungChartsChartplatzierungen (Jahr, Titel, Album, Platzierungen, Wochen, Auszeichnungen, Anmerkungen) | Anmerkungen                                                 |
| Jahr | Titel Album     | NO | Anmerkungen                                                 |
| ---- | --------------- | --- | ----------------------------------------------------------- |
| 2019 | Hallo –         | NO3 (39 Wo.)NO | Erstveröffentlichung: 29. März 2019 mit Isah                |
| 2019 | Moscot & Dior – | NO30 (1 Wo.)NO | Erstveröffentlichung: 20. September 2019 mit Karpe und Isah |
| 2023 | Sipper –        | NO17 Gold · (4 Wo.)NO | Erstveröffentlichung: 29. März 2019 mit Beathoven           |

Weitere Lieder mit Auszeichnung
- 2019: Kald djevel (NO: Gold)